# Plaine des Lianes
La plaine des Lianes est un plateau des Hauts de l'Est de l'île de La Réunion, un département d'outre-mer français dans l'océan Indien. Située sur le territoire communal de Bras-Panon, dont elle couvre la partie occidentale, elle surplombe le plateau de la forêt de Bélouve, qui se situe plus à l'ouest. Elle surplombe également le Trou de Fer, dépression géologique qui se trouve quant à elle au nord-ouest.
Accessible par la route forestière du Libéria (qui mène également à la forêt Eden-Libéria), elle est recouverte par une forêt départemento-domaniale appelée forêt de la plaine des Lianes.